# Santa Marinha (Ribeira de Pena)
Santa Marinha ist eine Gemeinde (Freguesia) im portugiesischen Kreis Ribeira de Pena. In ihr leben 551 Einwohner (Stand 19. April 2021).